# Білецький Микола Данилович
Микола Данилович Білецький (нар. 4 лютого 1928 — ?) — український радянський діяч, новатор виробництва, шахтар, прохідник шахтоуправління № 10 «Курахівка» тресту «Селидіввугілля» Донецької області. Депутат Верховної Ради УРСР 7-го скликання.

## Біографія
На 1950-ті — 1960-і роки — кріпильник, прохідник шахтоуправління № 10 «Курахівка» тресту «Селидіввугілля» смт. Курахівки Донецької області.
Потім — на пенсії у смт. Курахівці Донецької області.

## Нагороди
- орден Леніна
- ордени
- медалі